# Vitellius
Aulus Vitellius, som kejsare Aulus Vitellius Germanicus Imperator Augustus, född 24 september 15 e.Kr., död 22 december 69 på Forum Romanum i Rom, var romersk kejsare från 16 april 69 till sin död åtta månader senare. Hans regeringstid inföll under det kaotiska fyrkejsaråret. De tre övriga kejsarna var Galba, Otho och Vespasianus.

## Biografi

### Tidig karriär
Aulus Vitellius far Lucius Vitellius var under kejsar Tiberius överståthållare över Syrien med visst ansvar även för Palestina. Vitellius blev befälhavare för trupperna i södra Germanien år 68. I förvecklingarna efter kejsar Neros död utropade trupperna i Germania Superior och Germania Inferior honom till kejsare den 2 januari 69, tretton dagar innan Otho blev kejsare. 
Detta berodde inte på Vitellius egna meriter; Vitellius blev efter utnämningen till befälhavare indragen i ett maktspel som han hade föga kontroll över. De germanska arméerna var missnöjda efter att de inte belönats av Galba för att ha kväst Vindex uppror och Vitellius skickades därför av Galba för att han saknade militära meriter och bedömdes som svag. Den 1 januari vägrade trupperna i Germania Superior att förnya sin trohetsed till kejsaren varefter de utropade Vitellius.
Med två kejsare var konfrontationen så gott som oundviklig. Otho erbjöd Vitellius inflytande och ett giftermål med Vitellius dotter, men i mars 69 började Vitellius trupper förflytta sig mot Rom; inte ledda av Vitellius utan av hans generaler Fabius Valens och Caecina. Genom att börja bygga en bro över Po tvingade man ut Othos trupper i numerärt underläge och besegrade dem vid Cremona den 14 april varefter Otho begick självmord.

### Vitellius som kejsare
Vitellius tågade in i Rom den 17 juli 69 samma år (det tog ett tag att ta sig dit då han befann sig i Gallien under hela kriget). Maktövertagandet gick smidigt bortsett från att Vitellius blev tvungen att belöna de germanska arméerna genom att upplösa pretoriangardet och stadsvakten i Rom och ersätta dem med sina egna lojala trupper.
I mitten av juli, ungefär samtidigt som han gjorde sitt segertåg in i Rom, fick Vitellius nyheter om att de östra provinserna utropat Titus Flavius Vespasianus till kejsare vilket inledde det som kallas "den flaviska revolten". Antonius Primus, befälhavare över sjätte legionen i Pannonia, valde att alliera sig med Vespasianus och besegrade Vitellius trupper i det andra slaget vid Cremona den 24 oktober 69. Vitellius försökte därefter stoppa sina fiender genom att skicka trupper till Apenninerna; de deserterade utan strid. Nu försökte Vitellius abdikera från kejsartronen för att rädda sig själv och sin familj, men hans politiska allierade tvingade honom tillbaka till kejsarpalatset. Då hade redan Vespasianus äldre bror Titus Flavius Sabinus försökt ta kontroll över staden i tron att Vitellius abdikerat. Hans följe anfölls av Vitellius trupper och barrikaderade sig på Capitolium vilket slutade i att bebyggelsen på kullen (inklusive templet åt guden Jupiter) brann ner och Vespasianus bror med följe släpades inför Vitellius och dödades.
Den 20 december 69 intog de flaviska trupperna Rom. Vitellius hade först tänkt fly men återvände till palatset som han fann övergivet. Då klädde han sig i smutsiga kläder och försökte gömma sig bland tjänstefolkets bostäder. Soldaterna upptäckte honom och släpade honom halvnaken till Forum Romanum där han torterades och dödades, varefter han kastades i Tibern.